# شيونغنو
شيونغنو (بالصينية: 匈奴، بينين: Xiongnu، ويد-جيلز: Hsiung-nu) هو اتحاد كونفدرالي قديم من شعوب الرحل التي كانت تسكن سهول شرق آسيا من القرن الثالث قبل الميلاد وحتى أواخر القرن الأول الميلادي وفقًا للمصادر الصينية القديمة. ذكرت المصادر الصينية أن مودو شانيوابن تومان شانيو، القائد الأعلى بعد عام 209 قبل الميلاد، أسس إمبراطورية شيونغنو. 
أصبح الشيونغنو قوة مهيمنة على سهوب شمال شرق آسيا الوسطى في المنطقة التي عرفت فيما بعد باسم منغوليا، وذلك بعد أن هاجر أسيادهم السابقون، يويزي، إلى آسيا الوسطى خلال القرن الثاني قبل الميلاد. كما نشط الشيونغنو أيضا في مناطق سيبيريا ومنغوليا الداخلية وقانسو وشينجيانغ. كانت علاقاتهم مع السلالات الصينية المجاورة إلى الجنوب الشرقي معقدة، حيث شهدوا فترات متكررة من الصراعات والمكائد، وشهدوا فترات أخرى من تبادل المعاهدات والاتفاقيات التجارية وعلاقات الزواج.
هناك محاولات لتعريف الشيونغنو مع مجموعات ظهرت لاحقة في السهوب الأوراسية وهي تعتير مثيرة للجدل. عاش السكوثيون والسارماتيون متزامنين معهم في الغرب. كانت هوية الجوهر العرقي لشيونغنو موضع العديد من الفرضيات، إذ لم تحتفظ المصادر الصينية إلا بالقليل من الكلمات، خاصة العناوين والأسماء الشخصية. قد يكون اسم الشيونغنو مشابهاً لاسم الهون أو الهونا،  رغم ما يشوب الفكرة من جدل.  الروابط اللغوية الأخرى - جميعها مثيرة للجدل أيضا – التي اقترحها العلماء تشمل الإيرانية،  المنغولية، التركية،  الأورالية، الينيسية،  أو متعددة الأعراق.